# 阿斯托里亞酒店

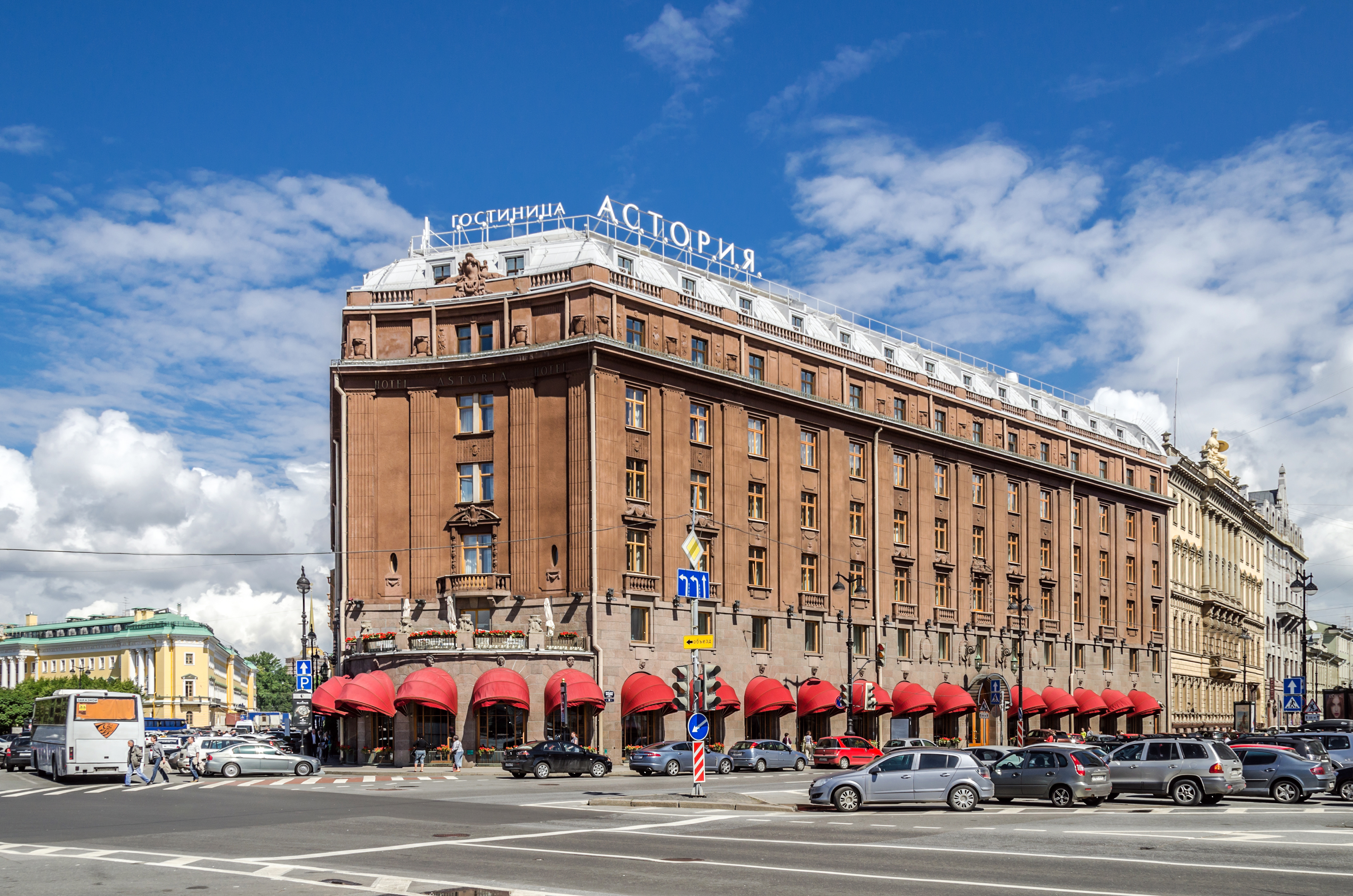

阿斯托里亞酒店（俄语：гости́ница Асто́рия、Hotel Astoria）是位於俄羅斯聖彼得堡的一家五星級酒店，現有213間客房。阿斯托里亞酒店和歐洲大酒店、科林西亞酒店並列為代表聖彼得堡的五星級酒店，開業於1912年。阿斯托里亞酒店位於聖以撒廣場。2002年，酒店進行了全面整修。阿斯托里亞酒店為新古典主義風格建築，包括列寧、英國查爾斯王子、帕華羅蒂、麥當娜等名人都曾下榻於阿斯托里亞酒店。

## 外部連結
- Official hotel website （页面存档备份，存于）
- Rocco Forte Collection Website

59°55′59″N 30°18′32″E / 59.933°N 30.309°E